# Chelmon rostratus
Chelmon rostratus, conosciuto comunemente come pesce farfalla dal rostro è un pesce d'acqua salata, appartenente alla famiglia Chaetodontidae.

## Distribuzione e habitat
Questo pesce è diffuso nell'oceano Indo-Pacifico e nel Mar Rosso. Abita le barriere coralline e i bassi fondali fangosi, da 0 a 25 m.

## Descrizione
Il pesce farfalla dal rostro si presenta con un lungo muso a pinzetta, una fronte molto alta, così come il dorso, e un ventre relativamente convesso. La pinna dorsale inizialmente è bassa, per poi allargarsi, specularmente alla pinna anale, all'attaccatura della pinna caudale. La livrea è interessante: su un fondo bianco-argenteo 4 fasce verticali gialle orlate di nero scendono dal profilo dorsale (anch'esso giallo e nero): la prima attraversa l'occhio mentre l'ultima presenta in alto un ocello nero orlato d'azzurro e una chiazza allungata centrale bianca. La radice della coda è nera, mentre la pinna caudale bianca. Le pinne pettorali sono trasparenti, le ventrali gialle e bianche. 

Raggiunge una lunghezza di 18 cm.

## Riproduzione
È oviparo.

## Alimentazione

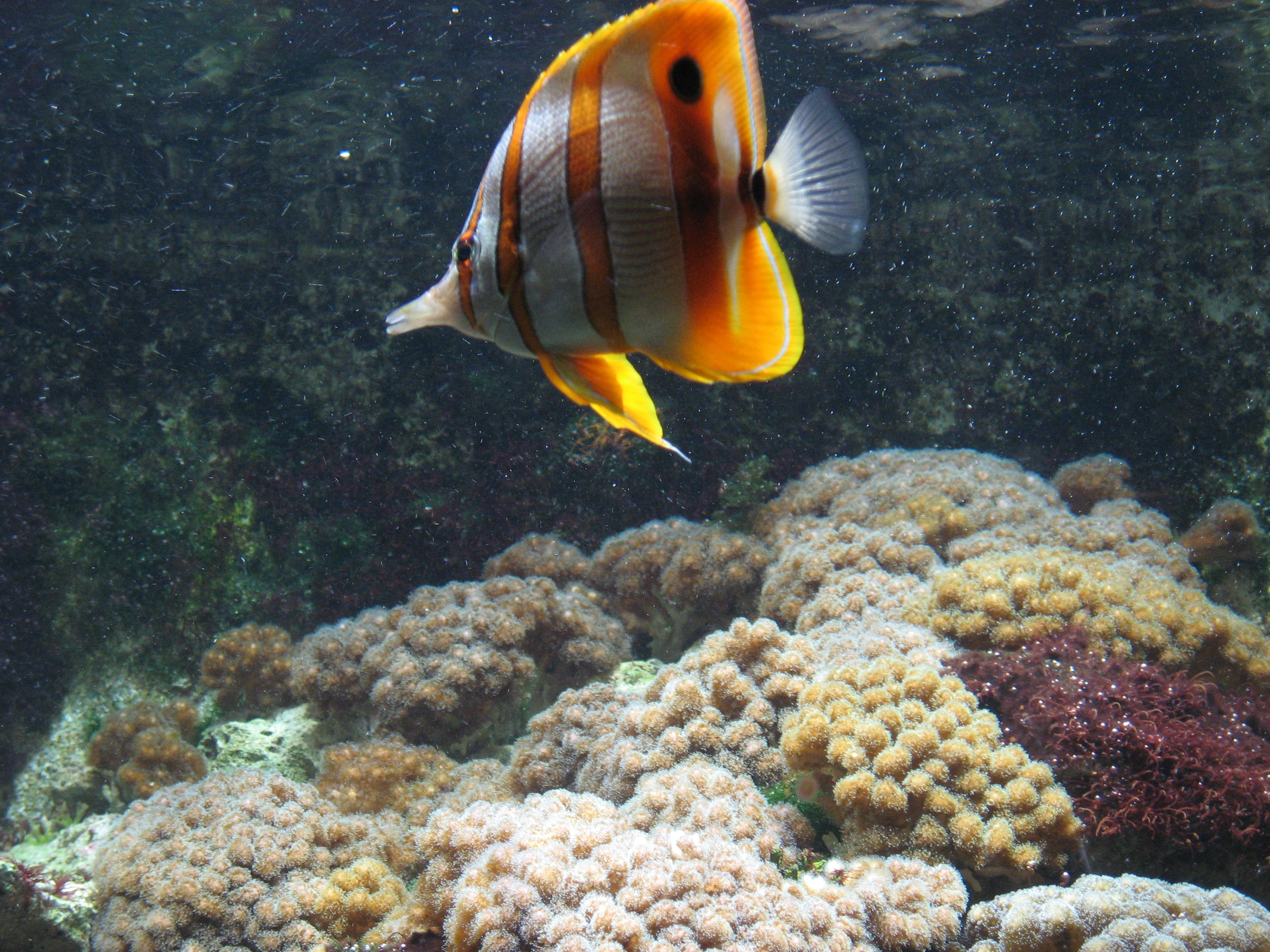
Un Pesce farfalla dal rostro in acquario

Si nutre di crostacei, che cerca tra i coralli e le rocce col lungo muso a forma di pinzetta.

## Acquariofilia
Questo pesce è un ospite molto conosciuto e diffuso negli acquari di barriera, anche se è piuttosto sensibile alle variazioni ambientali e chimiche dell'acqua. Si consiglia solo ad acquariofili esperti.
In cattività è molto ricercato come rimedio naturale contro l'infestante Aiptasia mutabilis, di cui si ciba.